# Живот у двоје
Живот у двоје је други студијски албум српске музичке групе Ти. Албум је објављен 27. априла 2015. године као самостално издање, а доступан је у дигиталном формату.

## О албуму
Група Ти је албум Живот у двоје снимила самостално у свом кућном студију. Микс албума је радио Џастин Пицоферато, а за мастеровање се побринуо Карл Саф. Текстови песама у први план стављају теме попут љубави, самосталности, заједничког живота и преиспитивања самог себе.

## Успешност на топ листама

### Годишње листе албума
| Назив листе                                                 | Приређивач листе | Позиција    | Изв.  |
| ----------------------------------------------------------- | ---------------- | ----------- | ----- |
| Балканрок изабрао најбоље у 2018: Топ 45 регионалних албума | Балканрок        | без поретка | [ 4 ] |
| Најбољи домаћи и регионални албуми 2015. године             |                  | 16.         | [ 5 ] |
|2015 by terapija — ГЛАС НАРОДА 2015                                          |                  | 8.          | [ 6 ] |

### Недељне листе синглова
| Назив песме   | Назив листе | Приређивач листе | Најбољи пласман | Датум(и) најбољег пласмана | Изв.  |
| ------------- | ----------- | ---------------- | --------------- | -------------------------- | ----- |
| Живот у двоје | Поп машина  | Радио Б92        |                 | 13. мај 2015.              | [ 7 ] |

## Списак песама
Аутори текстова и музике су Илија Дуни и Трајче Николовски, осим тамо где је другачије назначено.
| №               | Назив                             | Аутор(и)                                         | Напомене                                                                  | Трајање |  |
| 1.              | Како да јој кажем да мислим на њу |                                                  |                                                                           | 3:22    |  |
| 2.              | Прави час                         |                                                  |                                                                           | 3:35    |  |
| 3.              | Живот у двоје                     |                                                  |                                                                           | 3:07    |  |
| 4.              | Ствари кад се промене             |                                                  |                                                                           | 3:40    |  |
| 5.              | Време не постоји                  |                                                  |                                                                           | 5:32    |  |
| 6.              | Истата состојба                   | Горан Трајкоски (текст) Климе Ковачески (музика) | обрада песме Сепак истата состојба македонског састава Падот на Византија | 2:01    |  |
| 7.              | Све уз пут ми је                  |                                                  |                                                                           | 3:42    |  |
| 8.              | Нешто се не враћа                 |                                                  |                                                                           | 3:16    |  |
| Укупно трајање: | Укупно трајање:                   | Укупно трајање:                                  | Укупно трајање:                                                           | 28:15   |  |

## Синглови и спотови
- 1. Живот у двоје
  - Сингл је објављен у априлу 2015. године.
  - Спот је режирала Марина Узелац.[8]

- 2. Све уз пут ми је
  - Сингл је објављен у јуну 2015. године.
  - Спот је режирала Катарина Мутић.[9]

- 3. Истата состојба
  - Сингл је објављен у јануару 2016. године.
  - Спот је режирала Марина Узелац.[10]

- 4. Како да јој кажем да мислим на њу
  - Сингл је објављен у новембру 2016. године.
  - Спот је настао почетком 2016. године на улицама Амстердама.[11]

## Музичари

### Постава групе
- Илија Дуни — гитара, бас-педале, синтесајзер, вокал
- Трајче Николовски — електронски бубањ, вокал [1][2]

## Остали допринос албуму
- тонски сниматељи: Илија Дуни и Трајче Николовски
- микс: Џастин Пицоферато
- мастеровање: Карл Саф
- дизајн омота: Илија Дуни и Трајче Николовски [1][2]

## Рецензије
| Медиј | Аутор рецензије  | Оцена        | Изв.   |
| ----- | ---------------- | ------------ | ------ |
|       | Синиша Миклаужић | 3/5 звездица | [ 12 ] |
|       | Иван Лончаревић  | —            | [ 3 ]  |
|       | Младен Илић      | —            | [ 13 ] |
|       | Филип Вукотић    | —            | [ 14 ] |